# 헤나로 셀라예타
헤나로 셀라예타 산 세바스티안(스페인어: Genaro Celayeta San Sebastián; 1954년 11월 9일, 나바라 주 베라 ~ 2008년 2월 9일)은 스페인의 전직 축구 선수이다. 현역 시절 우측 수비수로 활약한 그는 레알 소시에다드의 1970년대 말부터 1980년대 초 라 리가 2연패를 장식한 선수단의 일원이었다.

## 클럽 경력
교양있는 집사라는 별칭으로도 알려진, 헤나로 셀라예타는 1954년에 나바라 주의 베라체서 출생하였고, 불과 16세에 구레 초코아에서 레알 소시에다드 유소년부로 이적하였다.
18세가 되었을 때, 그는 베라의 은행원도 겸했는데, 당시 그는 산 세바스티안 소속으로 1973-74 시즌에 테르세라 디비시온에서 신고식을 치렀다. 셀라예타는 1군의 프로 무대로 도약하기까지 6년이 걸렸는데, 그는 23세였던 1978-79 시즌이 되어서야 프로 무대 신고식을 치렀다. 그에 따라 생계를 위해 셀라예타는 레알 소시에다드 1군으로 승격하기 전까지 은행원으로 일하였고, 프로 무대에 들어서면서 은행일을 병행하기 어려워지면서 그만두었다.
1군 도약 후, 그는 얼마 지나지 않아 주전으로 도약했는데, 1978년에 그는 기회를 잡아 주전 명단에 이름을 올렸다.
셀라예타는 우측 수비수로, 안정적인 수비로 알려진 선수였다. 1978년부터 1984-85 시즌 말까지, 그는 레알 소시에다드의 구단 역사 황금기에 우측 수비를 맡았다. 그는 같은 세대 전설적인 선수들인 루이스 아르코나다, 헤수스 마리아 사모라, 로베르토 로페스 우파르테, 헤수스 마리아 사트루스테기, 그리고 페리코 알론소와 함께 스페인 축구의 한획을 그었다.
소속 구단은 1979-80 시즌에 준우승을 거둘 당시 최다 연속 무패 기록을 세웠는데, 이는 현재도 경신되지 않고 있다. 같은 시즌 셀라예타는 전 경기를 90분 소화해 레알 소시에다드 수비의 핵으로 거듭났고, 스페인 국가대표팀에 차출되었다.
이어서, 레알 소시에다드는 1980-81 시즌과 1981-82 시즌에 연달아 라 리가 우승을 거두었다. 그는 2년 연속 리그 우승을 할 당시에도 주축 수비수였는데, 우승을 거둔 시즌에 각각 33경기, 38경기 출전하였다. 또한 1982년에는 수페르코파 데 에스파냐도 우승하였고, 1982-83 시즌에는 유러피언컵 준결승전까지 올라갔다.
1984-85 시즌부터는 신예 하비에르 사가르사수의 비상으로 입지를 잃었고, 결국 그는 1985-86 시즌 종료와 함께 레알 소시에다드를 떠났다.
8년에 걸쳐, 그는 하양-파랑 줄무늬 유니폼을 입고 302번의 공식 경기에 출전했는데, 이 중 라 리가에서 229번의 경기에 출전해 5골을 기록했다.
32세의 셀라예타는 사바델로 이적해 2년 뒤 은퇴했다. 카탈루냐 구단은 그의 입단 당시 1부 리그 승격 새내기였고, 셀라예타는 구단을 이끌어줄 노장 선수로 기대를 받았다. 카탈루냐 연고 구단 소속으로 셀라예타는 레알 소시에다드 시절 동료였던 페리코 알론소와 조우했다. 셀라예타는 사바델에서의 2시즌 동안 38번의 라 리가 경기에 출전했다. 1987-88 시즌 종료 후, 사바델은 세군다 디비시온으로 강등되었고, 셀라예타는 33세의 나이로 축구화를 벗었다.
1988년 3월 23일, 셀라예타는 현역 생활을 마치면서 사바델의 금/다이아몬드 뱃지를 받았다.

## 국가대표팀 경력
셀라예타는 1980년에 스페인 국가대표팀에 차출되어 6경기에 출전했지만 득점 기록은 없다.
그는 또한 전 바스크 대표팀 일원으로 비공식 친선 경기에 출전한 적도 있다.

## 사생활
헤나로의 동생 호세 이그나시오 또한 산 세바스티안에서 활약한 적이 있지만, 레알 소시에다드로 승격되어 출전한 적은 없다.
1984년, 헤나로는 이룬에 레알 소시에다드 동료 알베르토 고리스와 스포츠용품점을 경영했지만, 1988년에 은퇴하면서 동시에 그만두었다.
생전에 베라에 배우자 마리아 루이사와 함께 거주했는데, 슬하에 딸 이라체와 아들 우나이를 두었다. 셀라예타의 말년은 불행했는데, 아들 우나이는 가업을 이어 레알 소시에다드 유소년부에 입단하여 축구를 할 예정이었지만, 2000년 여름에 비극적인 교통사고로 사망하였다.
또한 그도 2008년 2월 9일에 암 투병 중에 영면에 들었다. 당시 53세였던 그는 레알 소시에다드 리그 2연패 주역들 중 가장 먼저 세상을 등지게 되었다.

## 경력 통계

### 클럽
| 클럽            | 시즌      | 리그              | 리그 | 리그 | 컵   | 컵 | 유럽 | 유럽 | 합계 | 합계 |
| 클럽            | 시즌      | 리그명            | 출장 | 골   | 출장 | 골 | 출장 | 골   | 출장 | 골   |
| --------------- | --------- | ----------------- | ---- | ---- | ---- | -- | ---- | ---- | ---- | ---- |
| 산 세바스티안   | 1973-74   | 테르세라 디비시온 | X    | X    | X    | X  | 0    | 0    | X    | X    |
| 산 세바스티안   | 1974-75   | 테르세라 디비시온 | X    | X    | X    | X  | 0    | 0    | X    | X    |
| 산 세바스티안   | 1975-76   | 테르세라 디비시온 | X    | X    | X    | X  | 0    | 0    | X    | X    |
| 산 세바스티안   | 1976-77   | 테르세라 디비시온 | X    | X    | X    | X  | 0    | 0    | X    | X    |
| 산 세바스티안   | 1977-78   | 테르세라 디비시온 | X    | X    | X    | X  | 0    | 0    | X    | X    |
| 산 세바스티안   | 합계      | 합계              | X    | X    | X    | X  | 0    | 0    | X    | X    |
| 레알 소시에다드 | 1978-79   | 라 리가           | 31   | 1    | 6    | 0  | 0    | 0    | 37   | 6    |
| 레알 소시에다드 | 1979-80   | 라 리가           | 34   | 1    | 0    | 0  | 2    | 0    | 36   | 1    |
| 레알 소시에다드 | 1980-81   | 라 리가           | 33   | 0    | 2    | 0  | 0    | 0    | 35   | 0    |
| 레알 소시에다드 | 1981-82   | 라 리가           | 28   | 0    | 0    | 0  | 0    | 0    | 28   | 0    |
| 레알 소시에다드 | 1982-83   | 라 리가           | 31   | 1    | 0    | 0  | 0    | 0    | 31   | 1    |
| 레알 소시에다드 | 1983-84   | 라 리가           | 33   | 1    | 0    | 0  | 0    | 0    | 33   | 1    |
| 레알 소시에다드 | 1984-85   | 라 리가           | 25   | 1    | 0    | 0  | 0    | 0    | 25   | 1    |
| 레알 소시에다드 | 1985-86   | 라 리가           | 14   | 0    | 0    | 0  | 0    | 0    | 14   | 0    |
| 레알 소시에다드 | 합계      | 합계              | 235  | 5    | 8    | 0  | 2    | 0    | 245  | 5    |
| 사바델          | 1986-87   | 라 리가           | 25   | 0    | 0    | 0  | 0    | 0    | 25   | 0    |
| 사바델          | 1987-88   | 라 리가           | 13   | 0    | 0    | 0  | 0    | 0    | 13   | 0    |
| 사바델          | 합계      | 합계              | 38   | 0    | 0    | 0  | 0    | 0    | 38   | 0    |
| 경력 합계       | 경력 합계 | 경력 합계         | 273  | 5    | 8    | 0  | 2    | 0    | 283  | 5    |

### 국가대표팀
| 스페인 국가대표팀 | 스페인 국가대표팀 | 스페인 국가대표팀 |
| 연도              | 출장              | 골                |
| ----------------- | ----------------- | ----------------- |
| 1980              | 6                 | 0                 |
| 합계              | 6                 | 0                 |

## 수상
레알 소시에다드
- 라 리가: 1980-81, 1981-82
- 수페르코파 데 에스파냐: 1982